# Neohelvibotys boliviensis
Neohelvibotys boliviensis là một loài bướm đêm trong họ Crambidae.